# Nuncjatura Apostolska w Burkinie Faso
Nuncjatura Apostolska w Burkinie Faso – misja dyplomatyczna Stolicy Apostolskiej w Burkinie Faso. Siedziba nuncjusza apostolskiego mieści się w Wagadugu.
Nuncjusz apostolski w Burkinie Faso akredytowany jest również w Republice Nigru.

## Historia
W 1973 papież Paweł VI utworzył Nuncjaturę Apostolską w Górnej Wolcie. W 1984 wraz ze zmianą nazwy przez to państwo, zmianie na obecną uległa nazwa nuncjatury.
Papiescy przedstawiciele w randzie nuncjusza apostolskiego akredytowani są w Republice Nigru od 1971.
W obu tych państwach Stolicę Apostolską reprezentowała zawsze ta sama osoba. Początkowo był to pronuncjusz apostolski w Senegalu, a od 1979 nuncjusz apostolski na Wybrzeżu Kości Słoniowej. Od 2007 decyzją papieża Benedykta XVI siedziba nuncjusza apostolskiego mieści się w stolicy Burkiny Faso - Wagadugu.

## Nuncjusze apostolscy w Górnej Wolcie/Burkinie Faso oraz w Nigrze
do 1995 z tytułem pronuncjusza
- abp Giovanni Mariani (1971/3 - 1975) Włoch; pronuncjusz apostolski w Senegalu
- abp Luigi Barbarito (1975 - 1978) Włoch; pronuncjusz apostolski w Senegalu
- abp Luigi Dossena (1978 - 1979) Włoch; pronuncjusz apostolski w Senegalu
- abp Justo Mullor García (1979 - 1985) Hiszpan; nuncjusz apostolski na Wybrzeżu Kości Słoniowej
- abp Antonio Mattiazzo (1985 - 1989) Włoch; nuncjusz apostolski na Wybrzeżu Kości Słoniowej
- abp Janusz Bolonek (1989 - 1995) Polak; nuncjusz apostolski na Wybrzeżu Kości Słoniowej
- abp Luigi Ventura (1995 - 1999) Włoch; nuncjusz apostolski na Wybrzeżu Kości Słoniowej
- abp Mario Zenari (1999 - 2004) Włoch; nuncjusz apostolski na Wybrzeżu Kości Słoniowej
- abp Mario Roberto Cassari (2004 - 2007) Włoch; nuncjusz apostolski na Wybrzeżu Kości Słoniowej
- abp Vito Rallo (2007 - 2015) Włoch
- abp Piergiorgio Bertoldi (2015 - 2019) Włoch
- abp Michael Crotty (2020 - 2024) Irlandczyk
- abp Giancarlo Dellagiovanna (2025) Włoch
- abp Eric Soviguidi (od 2025) Benińczyk